# František Tyttl
František Tyttl (28. prosince 1857, Dobřív – 6. června 1943, Plzeň), byl český mykolog, pedagog a přírodovědný ilustrátor.

## Život
Po absolvování c. k. učitelského ústavu odešel do Plzně, kde se živil jako učitel. Ve volném čase se věnoval mykologii, především mykofloristice a malování hub. Obrazů zanechal přes 2600, většina jsou olejomalby, v menší míře používal jiné techniky (akvarel, tužku). Stovky obrazů byly k vidění při četných výstavách (1922, 1929, 1930, opakovaně 1934). Jeho nesplněným snem bylo vydat vlastní malby v podobě rozsáhlého atlasu. Právě velký rozsah (trval na zahrnutí 2400 obrazů – tedy téměř všech) komplikoval domluvu mezi Tyttlem a vydavateli, pro které by takové dílo bylo příliš nákladné.
Spolupracoval s řadou českých botaniků a mykologů, osobně nebo korespondenčně byl v kontaktu s Františkem Malochem, Cyrilem Purkyně, Ladislavem Františkem Čelakovským, Josefem Velenovským, Václavem Fremrem, Karlem Dominem a dalšími. Během svého mykologického průzkumu západních Čech ve svém díle zachytil zhruba 1600 druhů hub (mezi tím i část rzí a hlenek, které tehdy byly k houbám řazeny).
Po smrti zůstaly mykologické ilustrace v rukou jeho syna Františka, po jehož úmrtí byly originály přenechány Západočeskému muzeu v Plzni, kde jsou uloženy dosud. Část Tyttlova díla (asi 240 tabulí a obrazů) byla publikována v roce 2008 v knize Historický atlas hub: Obrazy Františka Tyttla.

## Galerie

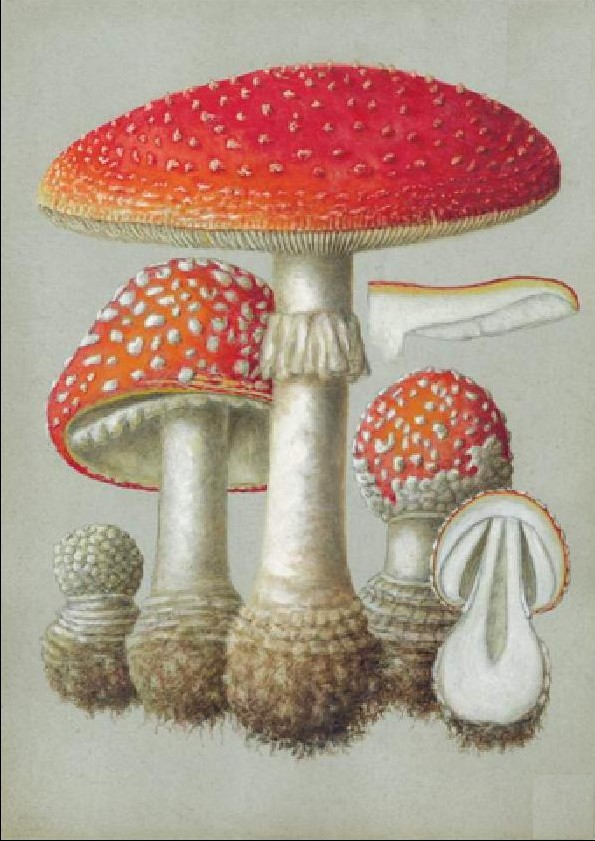
Muchomůrka červená
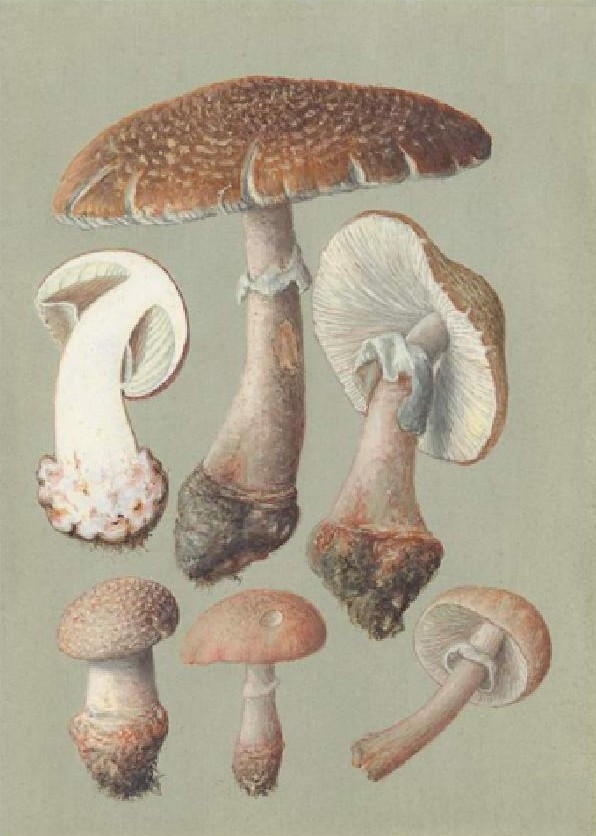
Muchomůrka růžovka
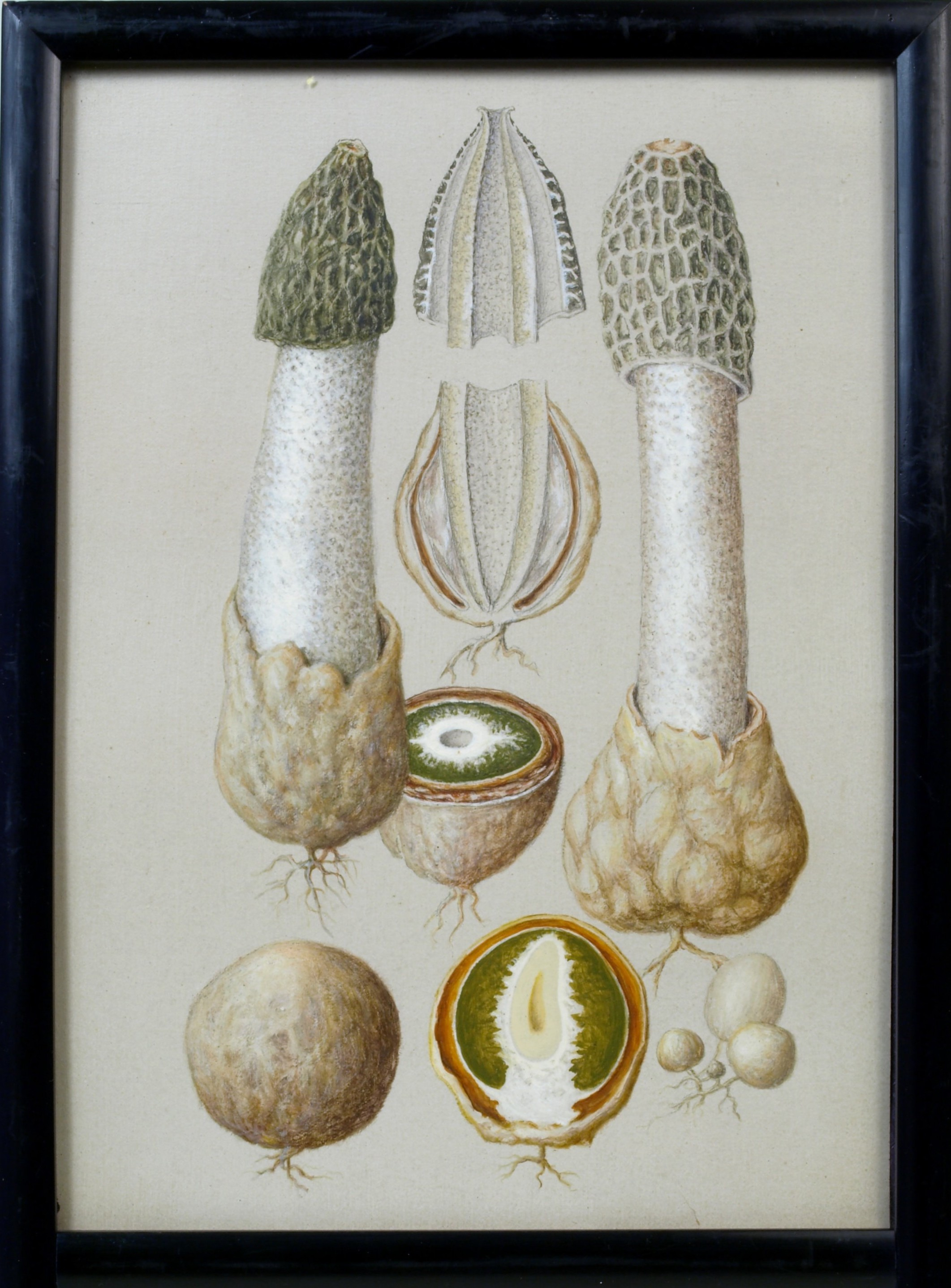
Plodnice houby hadovky smrduté, olejomalba
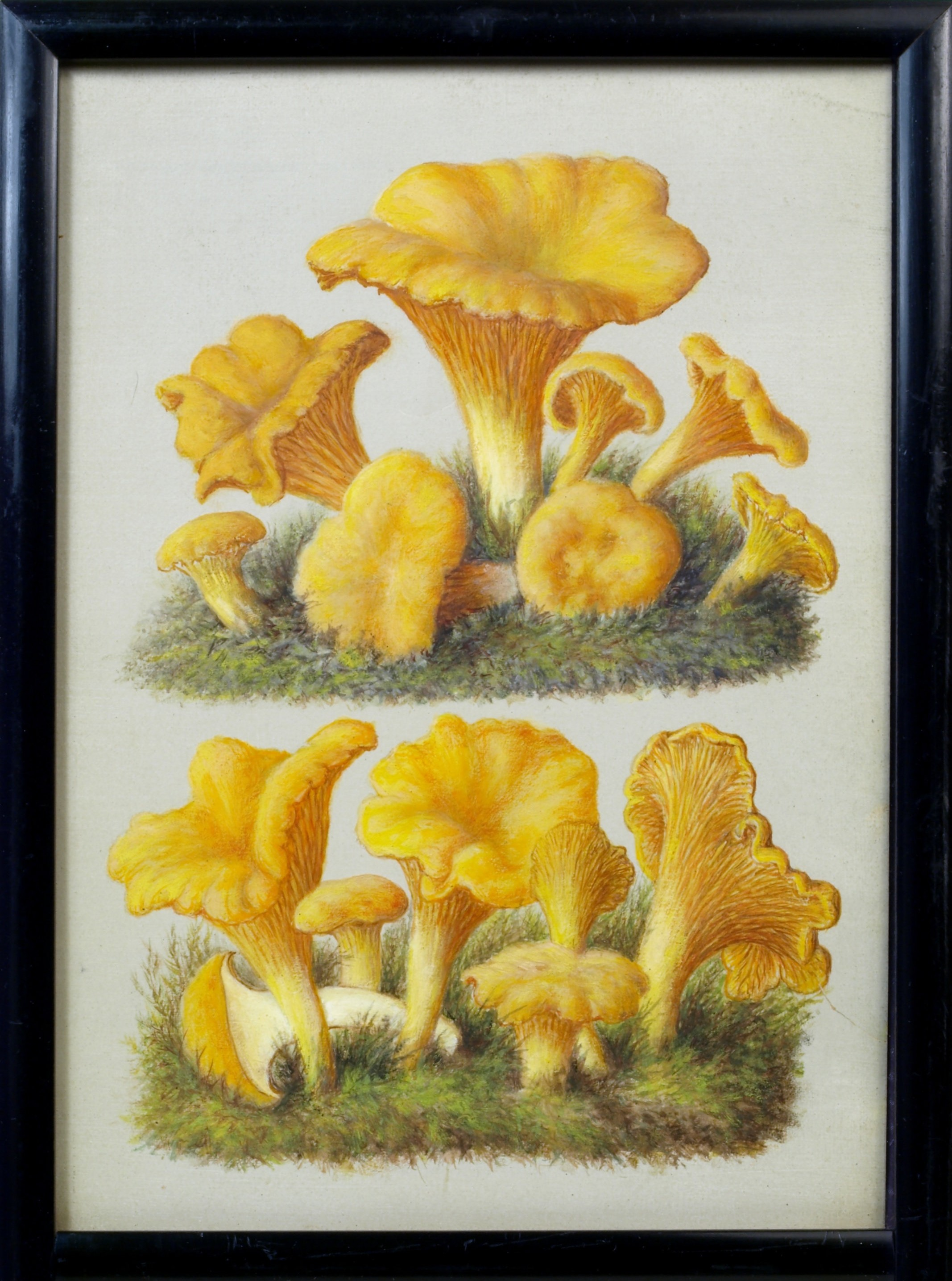
Plodnice houby lišky obecné, olejomalba